# 雜劇西遊記
《西遊記》，中国元代杂剧，是元代篇幅最长的戏曲作品，于1927年在日本內閣文庫发现，作者一般认为是為元末明初作家楊景賢，共六本二十四折。為吳承恩著《西遊記》的來源之一。